# Natalija Połonśka-Wasyłenko
Natalija Połonśka-Wasyłenko (ukr. Наталія Дмитрівна Полонська-Василенко; ur. 19 stycznia?/31 stycznia 1884 w Charkowie, zm. 8 czerwca 1973 w Dornstadt) – ukraińska historyk.

## Życiorys
Była jedną z przedstawicielek szkoły państwowej (derżawnyckiej) w ukraińskiej historiografii, autorką ponad 200 prac naukowych, zajmujących się głównie historią Zaporoża i południowej Ukrainy.  W 1915 privatdozent Uniwersytetu Kijowskiego, po rewolucji lutowej w 1917 i obaleniu caratu jeden z inicjatorów założenia Kijowskiego Instytutu Archeologicznego i jego sekretarz naukowy (1918–24). Od 1924 współpracownik Wszechukraińskiej Akademii Nauk (WUAN), w 1930 wybrana na członka komisji archeologicznej WUAN. W maju 1932 zrealizowała plan edycji w ośmiu tomach Archiwum Siczy Zaporoskiej. Od października 1934 współpracownik wydziału rękopisów Biblioteki Narodowej Ukrainy. 
W latach 1938–1941 starszy pracownik naukowy Wydziału Feudalizmu Instytutu Historii Ukrainy Akademii Nauk USRR. W 1940 obroniła w Moskwie pracę doktorską Очерки по истории заселения южной Украины в середине XVIII века (1734–1775 гг.), uzyskując stopień doktora nauk. W listopadzie 1940 została profesorem Uniwersytetu Kijowskiego.
Po ataku III Rzeszy na ZSRR pozostała w Kijowie pod okupacją niemiecką. Objęła kierownictwo Instytutu Archeologicznego i Archiwum Akt Dawnych w Kijowie. Po rozpoczęciu ofensywy Armii Czerwonej po bitwie na łuku kurskim, wobec zbliżania się wojsk sowieckich do Kijowa, we wrześniu 1943 opuściła miasto, przenosząc się początkowo do Lwowa, a następnie do Pragi. Została tam profesorem Wolnego Uniwersytetu Ukraińskiego, a w 1945 po zakończeniu II wojny światowej i przeniesieniu siedziby uniwersytetu do Monachium – dziekanem jego wydziału filozoficznego (1945–1972). 
Członek rzeczywisty Towarzystwa Naukowego  im. Szewczenki i Międzynarodowej Akademii Nauk w Paryżu.
Jej mężem był Mykoła Wasyłenko.

## Wybrane prace
- Історія України. Том 1
- Історія України. Том 2
- Дві концепції історії України і Росії, München 1964
- Революція 1917: спогади
- Запоріжжя XVIII століття та його спадщина т. 1 Мюнхен, 1965
- Запоріжжя XVIII та його спадщина том 2
- Українська історіографія
- Історичні підвалини УАПЦ
- Видатні жінки України